# Martina Segura de Aramburu
Martina Segura (Villa Valeria, provincia de Córdoba, Argentina,  2 de diciembre de 1923-2015) fue una médica veterinaria, especializada en fiebre aftosa y reconocida por ser la primera mujer en ejercer la presidencia de la Sociedad de Medicina Veterinaria.

## Biografía
Segura egresó de la Facultad de Agronomía y Veterinaria en el año 1956, con un promedio de 9,45 puntos y un Diploma de Honor. Su tesis de doctorado fue aprobada con nota sobresaliente, en el año 1964. Entre los años 1948 y 1956, siendo estudiante, comenzó a trabajar como Ayudante de Laboratorio en el Instituto Nacional de la Fiebre Aftosa, dependiente del Ministerio de Agricultura y Ganadería de la Nación. Entre 1956 y 1958 se desempeñó como Técnica de Laboratorio en la misma institución. Entre 1958 y 1971 fue Investigadora del Instituto de Fiebre Aftosa del Instituto Nacional de Tecnología Agropecuaria (INTA). En 1960 fue becada por la Organización Mundial de la Salud para perfeccionarse en el Centro Panamericano de Fiebre Aftosa en Río de Janeiro. Entre los años 1962 y 1969 fue Directora Sustituta del Instituto de Fiebre Aftosa. 
Perfeccionó su ejercicio profesional en laboratorios de Estados Unidos, Alemania y Gran Bretaña y en 1967 fue asesora de la Embajada Argentina en Inglaterra, con motivo de una epizootia de fiebre aftosa en la Argentina. Entre 1970 y 1971 fue designada Jefa del Equipo de Cultivo de Tejidos y Virus, del Centro de Investigación de Ciencias Veterinarias del INTA.  Se acogió al beneficio de la jubilación en 1985, orientando su actividad hacia la Sociedad de Medicina
Veterinaria participando en la Comisión Directiva y en la comisión revisora de la Revista de Medicina Veterinaria, hasta que en 1992 fue electa Vicepresidenta. Estuvo luego a cargo de la presidencia en los períodos 1995-1997 y 1997-1999.
Segura contrajo matrimonio con Héctor Guillermo Aramburu, también médico veterinario, con quien tuvo una hija.  Falleció en 2015.